# نار في صدري (فلم)
نار في صدري هو فيلم سينمائى درامى مصرى من إنتاج 1963 إخراج: حسن رضا وتأليف: محروس الجارحي وتمثيَل : مريم فخر الدين، أحمد مظهر، محمود المليجي، مختار أمين، فتحية شاهين، ناهد صبري.

## قصة الفيلم
يقع الطبيب شوقي حسين (أحمد مظهر) في حب معلمة البيانو ليلى الجندي (مريم فخر الدين)، وتتطور العلاقة بينهما حتى يتزوجا، ومع معاناته المستمرة من الديون، تقرر ليلى مساعدته بإعطاء دروس في البيانو لعايدة ابنة عليه هانم (فتحية شاهين) سرًا لكي تسدد الديون، لكن ما يقلب الأمور رأسًا على عقب هو التشنيع الذي يقوم شقيق عايدة على ليلى.

## القصة الكاملة
ليلى الجندي (مريم فخر الدين) مدرسة موسيقى بأسوان، تدخل المستشفى ويرعاها الجراح شوقي حسين (أحمد مظهر) ويعجب بها، ويرسل لها الورود يوميًا حتى خرجت من المستشفى، وأرادت السفر فلحق بها عند محطة القطار وطلب الزواج منها، وعاشا حياة سعيدة هانئة وأنجبا ابنتهما الصغيرة نادية. كان شوقي محدود الدخل، كما كان يجعل عيادته للفقراء، فلم تكن تدر عليه دخلًا، مما زاد من ديونه، ولم يستطع دفع إيجار الشقة، وكان شوقي يرفض أن تعطي زوجته دروس في الموسيقى لتساعد في مصاريف البيت. ولما اشتد الحال وألح صاحب البيت في طلب الأجرة، اضطرت ليلى لإعطاء دروس في البيانو لإبنة الست علية (فتحية شاهين) من وراء زوجها، واستطاعت ان تسدد الديون. كان للست علية ابنًا شابًا مراهقًا يدعى مجدي (مختار أمين) أشاع بين أصدقاءه أن المدرسة ليلى عشيقته واستغل توصيلها لمنزلها بسيارته إشارة إلى العلاقة بينهما، ووصل الامر للممرضة تحية (هدى عيسى) التي كانت تطمع في الزواج من شوقي، فألمحت أمامه بكلام الناس والإشاعات ولم تفصح له عن شيء، بينما لاحظ هو أن هناك أموال مع ليلى ادعت أنها من جمعية مع جارتها الست عزيزة (قدرية كامل) ولكن زوجها (حسين إسماعيل) أنكر ذلك، مما زاد في شكه، ثم حدث أن حاول مجدي الاعتداء عليها في منزله، ولكنها صدته، ولما علمت أمه جاءت إلى ليلى في منزلها واعتذرت لها، وظن شوقي أن هناك علاقة بين مجدي وزوجته فطلقها وطردها. تعرفت ليلى على الساحر يوسف حاجي بابا (محمود المليجي) الذي استقبلها وخفف عنها الصدمة وعلمها مهنته، وعملت معه مساعدة، وبعد عشرة أعوام كبرت نادية (بوسي) وهي تظن أن أمها قد ماتت، كما أخبرها والدها شوقي، لكن شاءت الظروف أن يتقابل مع زوجته السابقة ليلى التي هربت منه، ولكن صدمتها سيارة، وتولى شوقي رعايتها حتى استردت صحتها. حاول شوقي استرداد زوجته السابقة بعد أن عرف أنه كان مخطئًا في ظنه وكان متسرعًا، وقد بحث عنها في كل مكان ولم يعثر عليها، كما أن ظروفه المادية قد تحسنت كثيرًا واصبح في رغد من العيش مع ابنته نادية التي استغلها لإغراء ليلى بالزواج منه لتكون بجوارها، وتوافق ليلى على العودة لزوجها السابق، ولكنها تصدم لأن ابنتها لم تعرفها، ولم تتقبلها كزوجة أب، وعانت ليلى كثيرًا من جحود ابنتها، وحاول يوسف أن يصادق نادية حتى استمالها إليه ولكنه لم ينجح في التقريب بينها وبين ليلى التي قررت ان تترك المنزل في الوقت الذي طلبت نادية من يوسف أن يرسم لها صورة لوالدتها، فلما رسمها، علمت نادية أن أمها هي ليلى.

## طاقم العمل
- مريم فخر الدين ... ليلي الجندي
- أحمد مظهر ... شوقي حسين
- محمود المليجي ... يوسف حاجي بابا
- مختار أمين ... مجدي
- فتحية شاهين ... علية
- ناهد صبري ... راقصة
- قدرية كامل ... عزيزة
- عبد الغني النجدي ... محمود البواب
- ثريا فخري ... الدادة
- هدى عيسى ... تحية
- أحمد أبو عبية ... إبراهيم التمرجى
- بوسي ... نادية - طفلة
- حسين إسماعيل ... زوج الست عزيزه
- فيفي يوسف ... صاحبة البنسيون
- عبدالعظيم كامل ... طبيب بالمؤتمر
- حسين قنديل ... طبيب بالمؤتمر

## روابط خارجية
- مقالات تستعمل روابط فنية بلا صلة مع ويكي بيانات